# Shawnelle Scott
Pour les articles homonymes, voir Scott.
Shawnelle Scott, né le 16 juin 1972, à New York, aux États-Unis, est un ancien joueur américain de basket-ball. Il évolue au poste de pivot.

## Palmarès
- Meilleur rebondeur USBL 1996
- Champion CBA 1999